# Power Rangers Ninja Storm
Power Rangers Ninja Storm (conocida en Latinoamérica como Power Rangers, Tormenta Ninja, en España conservó el título original) es el título de la 11.ª temporada de la franquicia Power Rangers, producida por BVS Entertainment, Renaissance Atlantic Entertainment y Village Roadshow KP Productions Limited en colaboración con Toei Company, y emitida en ABC Kids del 15 de febrero al 15 de noviembre de 2003, constando de 38 episodios. 
Fue la primera temporada de la serie íntegramente rodada por Disney, y la primera en la que la producción se realizó en Nueva Zelanda. 
Como otras temporadas, parte de sus escenas están extraídas de la franquicia Super Sentai Series, en este caso de la serie Ninpū Sentai Hurricaneger.

## Argumento
Shane, Tori y Dustin son tres estudiantes en la Academia Wind Ninja. Su rendimiento es inferior al del resto de estudiantes, y eso les gana muchas riñas con su sensei. Un día, Lothor, un maestro ninja expulsado, ataca la academia y captura a todos los estudiantes. Solo escapan Shane, Tori, Dustin, junto con el sensei y el hijo de este, Cam, quienes se retiran a la base de operaciones ninja bajo tierra. Allí, los tres estudiantes reciben los morphers que les permitirán transformarse en los Wind Rangers y proteger la cercana ciudad de Blue Harbor de las fuerzas de Lothor.

## Elenco y personajes
En esta generación, los Rangers están separados en dos equipos básicos independientes, los Wind Rangers de la Wind Ninja Academy, y los Thunder Rangers de la Thunder Ninja Academy. Al principio ambas facciones luchan entre sí, aunque acaban uniendo fuerzas y se les une un sexto Ranger.

### Principales
- Pua Magasiva como Shane Clarke/Red Wind Ranger.
- Sally Martin como Tori Hanson/Blue Wind Ranger.
- Glenn McMillan como Dustin Brooks/Yellow Wind Ranger.
- Adam Tuominen como Hunter Bradley/Crimson Thunder Ranger.
- Jorgito Vargas, Jr. como Blake Bradley/Navy Thunder Ranger.
- Jason Chan como Cameron "Cam" Watanabe/Green Samurai Ranger. Chan también interpreta a Cyber-Cam.
- Katrina Browne como Kapri.
- Katrina Devine como Marah.
- Grant McFarland como Lothor y el Sensei Kanoi Watanabe. McFarland presta su voz para su forma de Conejillo de Indias.

### Secundarios
- Megan Nicol como Kelly Halloway.
- Peter Rowley como la voz de Zurgane.
- Bruce Hopkins como la voz de Choobo.
- Craig Parker como la voz de Motodrone.
- Michael Hurst como la voz de Vexacus.
- Jeremy Birchall como la voz de Shimazu.
- Daniel Sing como Kanoi Watanabe y Lothor de jóvenes.
- Jaime Passier-Armstrong como Skyla.

### Wind Rangers
Los Wind Rangers son los últimos estudiantes de la Wind Ninja Academy
- Shane Clarke/Red Wind Ranger: Es el líder del equipo Ninja Storm, de carácter serio. Es un skateboarder excelente y le encanta volar, lo que se refleja en su estilo de lucha. Según revela Tori en un capítulo de la serie, este le tiene miedo a las arañas, también un segundo temor se puede dejar ver en otro capítulo de la serie en la cual teme ser considerado un fracaso para su familia, especialmente a su hermano mayor, Walter Clarke. Cuida mucho de sus amigos, y siempre intenta que Tori, Dustin y después Cam no se metan en líos. Desde el principio, es el primero que no confía en Hunter y Blake sospechando que ocultan algo, y cuando más tarde se unen al equipo se hace patente una gran rivalidad entre Hunter y él, aunque con el tiempo lograrán superarla y trabar amistad. Como Red Wind Ranger, su poder está basado en el viento, y pilota el Hawk Zord. En su forma de civil cuando está en la academia del viento ninja usa un uniforme negro con franjas rojas y el emblema H en su pecho. Cuando está en la ciudad usa distintos tipos de vestimenta roja aparte de su equipo de patinaje.
- Waldo "Dustin" Brooks/Yellow Wind Ranger: Es el miembro cómico del equipo y el más joven. Un friki de los anteriores Rangers, que son considerados una leyenda urbana. Así, es el primero en transformarse y el que le enseña a sus compañeros como usar los morphers. Es algo inocente y crédulo en un principio, pero aun así, es el miembro más amistoso del equipo y el primero que conoce a Hunter y Blake, quien se los presenta a sus compañeros sin saber que son los Thunder Rangers que les estaban atacando en ese momento. Es un experto en motocross, y dice que su padre le enseñó todo lo que sabe, trabajando en la tienda de motos Storm Changers y también toca muy bien el saxofón, según revela Tori en un episodio de la serie su nombre real es Waldo, ya que el usa el nombre "Dustin" como su apodo para no usar el suyo propio, aunque no se explica el porque de esto a lo largo de la serie, también se revela que su peor temor es caer de grandes alturas. Como Yellow Wind Ranger, su poder está basado en la tierra, y pilota el Lion Ninja Zord. En su forma de civil cuando está en la academia del viento ninja usa un traje de cuero negro con franjas amarillas y el emblema H en el pecho. Cuando va a la ciudad usa distintos tipos de ropa amarilla además de su uniforme de motocross.
- Victoria "Tori" Hanson/Blue Wind Ranger: Es la única mujer del equipo, una mujer poco femenina, aunque muy sensible. Es leal a sus amigos, pero suele proteger a Cam cuando los otros se meten con él, y tiene una capacidad innata para resolver conflictos con la palabra en vez de con los puños. Le encanta el agua, y tiene un gran talento para el surf, se nos insinúa a lo largo de la serie que parece sentir algo hacia Blake y parece que el sentimiento es mutuo, aunque nunca llega a materializarse del todo esta relación en pantalla, también se revela que su más grande temor es que corten su cabello. Como Blue Wind Ranger, su poder está basado en el agua, y pilota el Dolphin Zord. En su forma de civil cuando está en la academia del viento ninja usa un uniforme de cuero negro con franjas celestes y el emblema H en el pecho. Cuando sale a la ciudad usa distintos tipos de vestimenta celeste aparte de su malla y su tabla de surf cuando va a la playa.

### Thunder Rangers
Se trata de dos hermanos, los Bradley, que se criaron en la Thunder Ninja Academy tras la muerte de sus padres adoptivos. Lothor también atacó su academia, y después les hizo creer que el ataque fue cosa del sensei de los Wind Rangers, y así buscan en un principio venganza contra ellos, hasta que descubrieron la verdad y se unieron a sus antiguos enemigos contra Lothor.
- Hunter Bradley/Crimson Thunder Ranger: Es el mayor de los dos hermanos Bradley. Al principio es de carácter triste y distante, aunque como Ranger acaba aprendiendo el valor de la amistad y del trabajo en equipo, y cuando se acerca a los Wind Rangers incluso consigue un trabajo en el Storm Changers gracias a Dustin. Tiene una rivalidad con Shane, pero cuando se une a ellos se convierte en una rivalidad sana. Como Crimson Thunder Ranger, pilota el Crimson Insectizord. En su forma de civil cuando está en la academia del viento ninja usa su uniforme de trueno negro con franjas carmesí y el emblema de su traje ranger en el pecho. Cuando va a la ciudad usa distintos tipos de prendas carmesí aparte de su equipo de motocross.
- Blake Bradley/Navy Thunder Ranger: Es el menor de los dos hermanos Bradley. Es más sociable y agradable que su hermano mayor. Es un gran motociclista, y el mejor de todos los Rangers en lucha cuerpo a cuerpo con palos, capaz de derrotar a Tori y Dustin con gran facilidad. Al principio, como su hermano, busca venganza contra los Wind Rangers, y no le importa llegar a utilizar la atracción que siente Tori hacia él para manipularla. Cuando descubre la verdad, sin embargo, le confiesa que él también siente algo por ella. Como Navy Thunder Ranger, pilota el Navy Bettlezord. En su forma de civil cuando está en la academia del viento ninja usa su uniforme de trueno negro con franjas azules marino y el emblema de su traje ranger en el pecho. Cuando va a la ciudad usa distintos tipos de ropa azules marino aparte de su equipo de motocross.

### Otros Rangers
- Cameron "Cam" Watanabe/Green Samurai Ranger: Es el hijo del sensei. La madre de Cam le hizo prometer antes de morir a su padre que nunca lo entrenaría como Ninja, y así, nunca se entrenó en artes marciales, pero vivió en la academia, y ante la falta de experiencia en combate se enfocó en la tecnología, siendo el responsable del desarrollo de la mayoría del equipamiento y de los Zords de los Wind Rangers. Al principio, se mostraba sarcástico y despectivo hacia los Rangers, ya que les envidiaba porque ellos, a pesar de ser los peores estudiantes de la academia, se habían convertido en Rangers y él no podía. Cuando Tori lo supo, le sugirió que hablara con su padre, al tiempo que el resto de los Rangers lo convencían de que sería un perfecto Ranger. Usando el Pergamino del Tiempo, viaja al pasado y al mismo tiempo es testigo de los acontecimientos que provocaron la guerra contra Lothor y por consiguiente también descubre el oscuro secreto de Lothor, que es también su tío biológico por ser hermano gemelo del sensei, recibe de su madre el Samurai Amulet, que le permite convertirse en el Green Samurai Ranger cuando vuelve al presente. Como al convertirse en Ranger dedicó a esta tarea todo su tiempo, creó una réplica virtual de sí mismo para que se encargara de la parte tecnológica que él desempeñaba antes. Como Green Samurai Ranger, su Zord es el Samurai Star helicopter. En su forma de civil cuando está en la academia del viento ninja usa un uniforme de cuero negro con franjas verdes y el emblema de su traje ranger en el pecho. Cuando está en la ciudad usa distintos tipos de ropa verde. También es el único del equipo que usa lentes aunque en escenas sin casco no los tiene puestos.

### Aliados
- Sensei Kanoi Watanabe: Es el mentor de los Wind Rangers, el padre de Cam y el hermano gemelo de Lothor. Era originalmente un ninja del aire. Cuando Lothor atacó la academia, utilizó su magia para transformarlo en un conejillo de Indias, aunque conservó la capacidad de hablar y andar a dos patas.[Notas 1] Kanoi observó un gran potencial en los tres estudiantes, y también en Cam, pero no podía entrenar a su hijo en las artes ninjas, ya que se lo había prometido a su madre Miko.
- Kelly Halloway: Es la dueña del Storm Chargers, la tienda de deportes en la que trabaja Dustin, y después Hunter, y a la que suelen acudir los Rangers.
- Miko: Una estudiante ninja y guerrera valiente, futura madre de Cam y también futura esposa del Sensei de la Academia Wind Ninja (Cuy Sensei). Fue la original portadora del amuleto samurái el cual fue concedido a su futuro hijo el Green Samurai Storm Ranger, quien viajó al pasado para conocer a sus futuros padres. Fue una aliada de gran ayuda para Cam.

### Arsenal
- Wind Morphers/Thunder Morphers/Samurai Cyclone Morpher: Son los dispositivos de transformación de los Wind Rangers, los Thunder Rangers y el Green Samurai Ranger respectivamente. Los Wind Rangers los activan con el comando ¡Ninja Storm! ¡Ranger Form!,[Notas 2] y los Thunder Rangers con el comando ¡Thunder Storm! ¡Ranger Form!,[Notas 3] mientras que el Green Samurai Ranger usa el comando ¡Samurai Storm! ¡Ranger Form![Notas 4]

- Ninja Swords: Son las armas básicas de los Rangers para ataque cuerpo a cuerpo, unas espadas que suelen llevar a la espalda.
- Laser Blasters: Son las armas básicas de los Rangers para ataque a distancia, unas pistolas que se forman uniendo las Ninja Swords con sus vainas.
- Thunder Staffs: Son las armas básicas de los Thunder Rangers, unos bastones extensibles que también se pueden transformar en escudos o en armas arrojadizas.

- Storm Striker: Es un arma fruto de la combinación de las armas personales de los Wind Rangers, con tres combinaciones distintas según el arma que se coloque al frente, el Hawk Blaster dispara un rayo de energía, el Lion Hammer lanza una gran roca, y el Sonic Fin lanza una burbuja explosiva.
  - Hawk Blaster: Es el arma personal del Red Wind Ranger, un bazooka.
  - Lion Hammer: Es el arma personal del Yellow Wind Ranger, un mazo.
  - Sonic Fin: Es el arma personal de la Blue Wind Ranger, un megáfono lanzador de ondas de choque.

- Thunder Blaster: Es un arma fruto de la combinación de las armas personales de los Thunder Rangers, un cañón que dispara una bola de energía.
  - Navy Antler: Es el arma personal del Navy Thunder Ranger, un gancho electrificado, que puede usarse directamente o combinado con un Thunder Staff para mayor alcance.
  - Crimson Blaster: Es el arma personal del Crimson Thunder Ranger, una pistola láser.

- Thunderstorm Cannon: Es la unión de las armas personales de los Wind Rangers y los Thunder Rangers para formar un gran cañón definitivo.
- Samurai Saber: Es un sable samurai propiedad del Green Samurai Ranger, que tiene el mango computerizado y conectado con los ordenadores de la base Ninja.
- Lightning Riff Blaster: Es un arma con forma de guitarra que sirve para invocar al Mighty Mammoth Zord.
- Battlizer Armor: Es una armadura voladora que puede invocar el Red Wind Ranger, con blindaje pesado y llena de armas.
- Thunder Blade: Es una lanza que el Navy Ranger recibió de su sensei cuando estaba en la academia.

### Vehículos
- Ninja Gliders: Son unos ala-deltas para desplazamiento aéreo.
- Tsunami Cycles: Son unas motocicletas propiedad de los Rangers. Al principio solo los Wind Rangers tenían, pero los Thunder Rangers robaron a Cam los planos y se construyeron las suyas propias.
- Ninja Glyder Cycle: Es una moto propiedad del Crimson Thunder Ranger. Puede transformarse en un planeador a reacción.
- Dragonforce Vehicle: Es un vehículo propiedad del Green Samurai Ranger, armado con taladros y lanzallamas.

### Zords
- Storm Megazord: Es el fruto de la unión de los tres Zords de los Wind Rangers.
  - Hawk Zord: Es el Zord del Red Wind Ranger, un halcón. Forma la cabeza del Storm Megazord.
  - Lion Zord: Es el Zord del Yellow Wind Ranger, un león. Forma el tronco, brazo izquierdo y piernas del Storm Megazord.
  - Dolphin Zord: Es el Zord de la Blue Wind Ranger, un delfín. Forma el brazo derecho del Storm Megazord.

- Thunder Megazord: Es el fruto de la unión de los dos Zords de los Thunder Rangers.
  - Crimson Insectizord: Es el Zord del Crimson Thunder Ranger, un escarabajo hércules. Forma la mitad superior del Thunder Megazord.
  - Navy Bettlezord: Es el Zord del Navy Thunder Ranger, un ciervo volante. Forma la mitad inferior del Thunder Megazord.

- Thunderstorm Megazord: Es el fruto de la unión de los cinco Zords de los Wind Rangers y los Thunder Rangers.
- Samurai Star: Es el Zord del Green Samurai Ranger, un helicóptero que puede transformarse en el Samurai Star Megazord. Puede combinarse con en el Storm Megazord o el Thunder Megazord para activar sus modos Samurai Storm.
- Hurricane Megazord: Es el fruto de la unión de los seis Zords de los Rangers en un solo Megazord.
- Mighty Mammoth Zord: Es un mamut sobre el que puede montar un Megazord, invocando una serie de armas.

### Villanos
- Lothor: Es un malvado maestro ninja que fue desterrado de la Tierra al espacio exterior, donde construyó un ejército para atacar las dos academias ninja, secuestrando a sus estudiantes, de los que solo escaparon los Wind Rangers, ya que estos últimos habían llegado tarde. Su intención es destruir todas las academias ninja del planeta, para convertirse en el maestro ninja oscuro supremo y conquistar la Tierra. Fue él quien engañó a los Thunder Rangers diciéndoles que el asesino de sus padres era el Sensei de los Wind Rangers, poniéndolos en su contra, tiempo después cuando Cam viaja al pasado este descubre que Lothor originalmente era un ninja de la Tierra y su nombre verdadero era Kiya Watanabe, por consiguiente es el hermano gemelo del sensei Kanoi Watanabe y también es el tío de Cam, quién fue desterrado en su momento de la Academia Wind Ninja y enviado al espacio exterior luego de intentar robar el amuleto del samurai de Miko, la futura madre de Cam y también por usar poderes ninja oscuros sin autorización. Tiene un sentido del humor un tanto cursi y al mismo tiempo con un toque de maldad en varias ocasiones, a lo largo de la serie se ha visto que el personaje suele romper la cuarta pared y hacer algunos comentarios de humor directamente a la audiencia.
- Zurgane: Es el general principal del ejército de Lothor, con apariencia de guerrero samurái. Aunque los Thunder Rangers estaban del lado de Lothor al principio, él los odiaba, porque acaparaban toda la atención y las alabanzas de Lothor que él quería para sí mismo.
- Choobo: Es el teniente del ejército de Lothor. Tiene la apariencia de un montañero asiático con sobrepeso, con bigote y piel verde de reptil. Lleva como arma una porra y es de personalidad infantil. Puede invocar esferas de energía para atrapar a sus enemigos.
- Motodrone: Era anteriormente Perry, un experto en motocicletas que estaba experimentando para crear un nuevo tipo de motos. El experimento salió mal y se transformó en un cyborg insectoide llamado Motodrone. Al destruirlo, Hunter liberó a Perry, pero Lothor reconstruyó a Motodrone y le infundió el alma de un Kelzak para convertirlo en uno más de sus filas.
- Vexacus: Es un cazarrecompensas alienígena con apariencia de tiburón. Odia a muerte a Lothor, pero trabaja para él mientras elabora sus propios planes para derrocarlo.
- Shimazu: Es una estatua que contiene la reencarnación de un guerrero legendario japonés con apariencia de payaso diabólico. Resucitó accidentalmente durante una batalla entre Cam y Motodrone, y se unió al ejército de Lothor, quien le dio la facultad de hablar.
- Marah y Kapri: Son dos hermanas, sobrinas de Lothor por matrimonio, también son primas de Cam y sobrinas del sensei, aunque no se revela con quién se casó Lothor para que se produzca esta relación, solo que los padres de ambas les permitieron quedarse con Lothor durante su búsqueda de poder. Siguen el estereotipo del personaje tonto, aunque Marah, de pelo negro, es más tonta que su hermana, mientras Kapri de pelo rosa es más malvada, incluso hacia su propia hermana. Están continuamente intentando probar a Lothor que son lo suficientemente malas para unirse a su ejército, mientras que este, por su parte, las considera una molestia continua.
- Kelzaks: Son los soldados de campo de Lothor, de cuerpo negro, cara de serpiente y coleta en el pelo. Hay otro tipo llamado Kelzak Furies, que son de cuerpo rojo y más poderosos que los anteriores.

## Episodios
| Temporada | Temporada | Episodios | Episodios | Emisión original        | Emisión original    |
| Temporada | Temporada | Episodios | Episodios | Primera emisión         | Última emisión      |
| --------- | --------- | --------- | --------- | ----------------------- | ------------------- |
|           | 11        | 38        | 38        | 15 de diciembre de 2002 | 18 de abril de 2003 |